# Segelfluggelände Mönchengladbach-Wanlo

i7
i11
i13
Das Segelfluggelände Mönchengladbach-Wanlo liegt im Stadtteil Wanlo der kreisfreien Stadt Mönchengladbach in Nordrhein-Westfalen, etwa 10 Kilometer südlich des Zentrums von Mönchengladbach.

## Flugbetrieb
Das Segelfluggelände ist mit einer 535 m langen und 30 m breiten Start- und Landebahn aus Gras (Richtung 08/26) ausgestattet. Es verfügt über eine Betriebszulassung für Segelflugzeuge und nichtselbststartende Motorsegler im Windenstart. Der Halter und Betreiber des Segelfluggeländes ist der Verein für Luftfahrt Mönchengladbach, Rheydt & Umgebung e. V.